# Otită
Otita este o inflamație a urechii, însoțită de dureri puternice la nivelul urechii și, uneori, la nivelul capului sau frunții. Un sindrom al otitei este inflamația urechii medii, care are loc în urma infectării cu microorganisme patogene. Poate fi externă, dacă afectează conductul auditiv, sau medie, dacă infecția se localizează în zona timpanului.

## Clasificare
Se disting, în funcție de localizare: 
1. otită externă sau  otita externă difuză, care reprezintă inflamația conductului auditiv extern. se manifestă prin mâncărime în conductul auditiv extern, o senzație de tensiune și căldură la nivelul conductului;
2. otită medie, inflamația urechii medii; apare frecvent la copii mici din cauza particuaritățior anatomice ( trompa lui Eustachio este largă, orizontală și scurtă), poziției orizontale a copilului și imunodificiența fiziologică.
  1. otită medie acută, de regulă de origine virală sau bacteriană, care este însoțită de durere și febră;
  2. otită medie cronică,
  3. otită medie supurată cronică:
    1. forma benigna sau mezotimpanită asociată cu perforația timpanului (mezoepitimpanală), otoree cronică, hipoacuzie de transmisie, distrucții osiculare fără osteoliză;
    2. forma malignă: epitimpanita sau epimezotimpanita - prezintă perforația timpanului (epitimpanita),  otoree purulentă, polip, colesteatom, distrucții osiculare cu osteoliză;
3. otită internă  labirintită - prezintă inflamația labirintului. Infecția ajunge în labirint prin intermediul ferestrelor ovală sau rotundă.

## Otita medie. Definiție și simptome
Otita medie reprezintă un grup de boli inflamatorii ale urechii medii. Principalele două tipuri sunt otită media acută (OMA) și otită medie cu efuziune (OME). OMA este o infecție cu debut brusc, care de obicei se prezintă cu dureri de urechi. În cazul copiilor, aceasta poate rezulta ca acesta să tragă de ureche, intensitate crescută a plânsetelor și tulburări de somn. Scăderea poftei de mâncare și febra pot, de asemenea, fi prezente. OME de obicei nu este asociată cu simptome. Ocazional este descrisă o senzație de umplere. Este definită ca prezența unui lichid ce nu este infecțios în urechea mijlocie timp de mai mult de trei luni. Otita medie cronică purulentă (OMCP) este o inflamație a urechii mijlocii ce durează mai mult de două săptămâni și duce la episoade de scurgere din ureche. Poate fi o complicație a otitei medii acute. Durerea este rareori prezentă. Toate trei pot fi asociate cu pierderea auzului. Pierderea auzului în cazul OME, din cauza naturii sale cronice, ar putea afecta abilitatea copilului de a învăța.

## Cauze și diagnostic
Cauza OMA este legată de anatomia din copilărie și funcția imunitară. Pot fi implicate bacterii sau virusuri. Factorii de risc includ: expunerea la fum, utilizarea suzetelor și participarea la grădiniță. Apare mai des la persoanele care sunt nativi americani sau la cele ce au sindromul Down. OME apare frecvent ca urmare a OMA dar, de asemenea, poate fi legată de infecții virale ale tractului respirator superior, iritanți precum fumul sau alergii. Vizualizarea timpanului este importantă pentru o diagnosticare corectă. Semnele OMA includ bombarea sau lipsa mișcării membranei timpanului la o adiere de aer. Noi scurgeri ce nu au legătură cu otita externă indică, de asemenea, diagnosticul.

## Prevenire și tratament
Un număr de măsuri scad riscul otitei medii, acestea incluzând: pneumococic și vaccinarea influenza, alăptarea la sân exclusiv în primele șase luni de viață și evitarea fumului de tutun. La acele persoane care prezintă otită medie cu efuziune antibioticele, în general, nu grăbesc vindecarea. Utilizarea medicamentelor pentru durere pentru OMA este importantă. Acestea pot include: paracetamolul (acetaminofenul), ibuprofenul, benzocaina picăturile de urechi sau opioidele. În OMA, antibioticele ar putea grăbi recuperarea, dar pot avea efecte adverse. Antibioticele sunt adeseori recomandate la persoanele cu boli grave sau sub vârsta de doi ani. La persoanele cu boli mai puțin severe, acestea pot fi recomandate doar persoanelor ce nu prezintă îmbunătățiri ale stării de sănătate după două sau trei zile. Antibioticul ales inițial este, de obicei, amoxicilina. La persoanele cu infecții frecvente, tuburile de timpanostomie pot reduce frecvența.

## Epidemiologie
La nivel mondial, OMA afectează aproximativ 11% din populație în fiecare an (aproximativ 710  milioane de cazuri). Jumătate dintre cazuri apar la copiii sub vârsta de cinci ani și este mai comună la cei de sex masculin. Dintre cei infectați, aproximativ 4,8% sau 31 milioane dezvoltă otita medie cronică purulentă. Înaintea vârstei de zece ani, OME afectează aproximativ 80% dintre copii, la un moment sau altul. Otita medie a dus la 2.400 de decese în 2013 – scăzând de la 4.900 de decese în 1990.